# Список керівників держав 8 року

## Європа
- атребатський король Епілл
- правитель племені Вотадинів Овен ап Афалах (10 до н. е. — 25 н. е.)
- цар Іберії Фарсман I

## Азія
- цариця Великої Вірменії Ерато
- цар Малої Вірменії Архелай
- індо-грецький цар Стратон II
- індо-скіфський цар Зейоніс
- цар Каппадокії Архелай
- імператор Китаю Лю Їн

## Африка
- кушський цар Натакамані
- мавретанський цар Юба II